# Aneta Piotrowska
Aneta Piotrowska (ur. 29 lub 31 lipca 1986 w Pępowie) – polska tancerka i fotomodelka.

## Życiorys
Urodziła się w Pępowie w województwie pomorskim. Ma starszą o 14 lat siostrę Beatę oraz dwóch braci, Rafała i Kazimierza. Jako sześciolatka wystąpiła w programie Mini Playback Show, w którym wystąpiła do piosenki Madonny „La Isla Bonita”.
W wieku 10 lat zaczęła regularne treningi tańca towarzyskiego, najpierw w klubie tanecznym „Fala Sopot”, a następnie „Perfekt Gdańsk”. Po kilku miesiącach zdobyła tytuł Mistrzyni Okręgu Gdańskiego. Jej pierwszymi partnerami tanecznymi byli: Michał Towliszew i Łukasz Czarnecki. W wieku 15 lat wyjechała do Londynu, gdzie trenowała z Derekiem Hough. W międzyczasie ukończyła londyński college Theatre and Performance Art i występowała w musicalach wystawianych przez Theatre of Wimbledon. Po trzech latach wyjechała do Niemiec, gdzie w 2004 zaczęła tańczyć z Markusem Hommem, z którym rozstali się po roku współpracy. Następnie wyleciała do Hongkongu, gdzie prowadziła zajęcia w akademii tańca i pracowała jako fotomodelka. Jesienią 2006 rozpoczęła treningi z Przemysławem Łowickim. Reprezentuje najwyższą, międzynarodową klasę „S” w tańcach latynoamerykańskich i standardowych.
| Osiągnięcia taneczne Anety Piotrowskiej | Osiągnięcia taneczne Anety Piotrowskiej |
| Turniej                                 | Wynik                                   |
| --------------------------------------- | --------------------------------------- |
| Mistrzostwa Świata w Ostrawie           | 1. miejsce                              |
| Miami Open                              | 1. miejsce                              |
| Japan Open                              | 2. miejsce                              |
| International Championship              | 1. miejsce                              |
| Międzynarodowy Turniej Blackpool 2003   | 1. miejsce                              |

Za namową rodziców i siostry wzięła udział w castingach do roli trenerki tańca w programie TVN Taniec z gwiazdami. Debiutowała na parkiecie wiosną 2006, partnerując aktorowi Rafałowi Mroczkowi w trzeciej edycji, którą zwyciężyli. Rozwój romansu między parą był szeroko opisywany w ogólnopolskiej prasie. Latem występowała z Mroczkiem w objazdowej trasie koncertowej Taniec z gwiazdami w Twoim mieście, a w sierpniu zajęli drugie miejsce w programie Finał Finałów Tańca z gwiazdami. Również w 2006 uczestniczyła w rozbieranej sesji do sierpniowego numeru magazynu „Playboy Polska”, a jesienią wystąpiła w czwartej edycji programu jako partnerka aktora Przemysława Cypryańskiego. W 2007 wystąpiła w teledysku do piosenki zespołu Feel „A gdy jest już ciemno”.
W 2010 powróciła do programu Taniec z gwiazdami, w którym partnerowała piosenkarzowi Łukaszowi Mrozowi, a także została tancerką pokazowej grupy tanecznej w brytyjskim programie Strictly Come Dancing. Jej partnerem był Ian Waite. Następnie przeprowadziła się do Kalifornii, gdzie dwa lata była instruktorką tańca towarzyskiego oraz występowała w musicalach w Kanadzie. Po narodzinach córki w czerwcu 2014 zamieszkała na pół roku w Gdańsku, a później przez dwa lata prowadziła agencję artystyczną w Dubaju. W 2019 założyła studio fitness „Mind Set Body” w Gdańsku.
| 2006 | Trzecia   | Rafał Mroczek         | Wygrana     |
| 2006 | Czwarta   | Przemysław Cypryański | 6. miejsce  |
| 2010 | Jedenasta | Łukasz Mróz           | 11. miejsce |